# Fred Morgan
Fred Morgan (1878 – 1941) foi um ator britânico da era do cinema mudo.

## Filmografia selecionada
- East Lynne (1913)
- The Harbour Lights (1914)
- Disraeli (1916)
- The Beetle (1919)
- The Land of Mystery (1920)
- The Pride of the Fancy (1920)
- The Breed of the Treshams (1920)
- Colonel Newcome (1920)
- Rodney Stone (1921)
- Safety First (1926)